# Otto Neuloh
Otto Neuloh (* 15. November 1902 in Eickel; † 7. April 1993 in Baden-Baden) war ein deutscher Soziologe und Arbeitswissenschaftler. Er war einer der Initiatoren und Gründer der Sozialforschungsstelle an der Universität Münster in Dortmund.

## Leben
Otto Neuloh hat an der Westfälischen Wilhelms-Universität in Münster Sozial- und Wirtschaftswissenschaft studiert. Bei Heinrich Weber promovierte er mit dem Thema „Arbeiterbildung im neuen Deutschland“ (1928). In der Zeit der Weimarer Republik war Neuloh Mitglied der SPD, passte sich aber 1933 wie viele Sozialdemokraten pragmatisch den veränderten Machtverhältnissen an.
Er war anfangs im Arbeitsamt Hagen tätig, wurde dann von 1938 bis 1939 Referent für Berufsberatung in der  Wiener Zweigstelle des Reichsarbeitsamtes und von 1939 bis 1941 Arbeitsamtsdirektor in Eisenstadt (Burgenland). Von 1941 bis 1945 war Neuloh Abteilungsleiter des Landesarbeitsamtes Sudetenland, wobei er im letzten Kriegsjahr als Soldat dienstverpflichtet wurde.
Neuloh war 1946 mit dem Sozialwissenschaftler Heinrich Weber Mitbegründer der Gesellschaft Sozialforschungsstelle an der Universität Münster e.V. in Dortmund und dann dort von 1947 bis 1961 wissenschaftlicher Geschäftsführer und Abteilungsleiter für Soziologie und Sozialpolitik. Es folgten 1961/62 Lehraufträge an der Universität zu Köln und von 1961 bis 1967 eine Professur für Soziologie an der Pädagogischen Hochschule des Saarlandes in Saarbrücken. Neuloh gründete 1962 das Institut für empirische Soziologie (später: Institut für angewandte Wirtschafts- und Sozialforschung) in Saarbrücken, das er bis 1974 leitete.

## Schriften (Auswahl)
- Arbeiterbildung im neuen Deutschland (= Arbeit und Sozialpolitik. 3, ZDB-ID 847256-7). Quelle & Meyer, Leipzig 1930, (Zugleich: Münster, Universität, Dissertation, 1928).
- mit K. Hahn: Die regionale und soziale Herkunft der Studierenden an den Technischen Hochschulen des Vereinigten Wirtschaftsgebietes (= Soziale Fragen der deutschen Hochschule. 2). Sozialforschungsstelle an der Universität Münster, Dortmund 1949.
- Die deutsche Betriebsverfassung und ihre Sozialformen bis zur Mitbestimmung (= Soziale Forschung und Praxis. 13, ISSN 0340-7217). Mohr, Tübingen 1956.
- als Bearbeiter: Friedrich Syrup: Hundert Jahre staatliche Sozialpolitik 1839–1939. Aus dem Nachlass herausgegeben von Julius Scheuble. Kohlhammer, Stuttgart 1957.
- mit Herbert Wiedemann: Arbeiter und technischer Fortschritt. Untersuchungen in der nordrhein-westfälischen Metallindustrie über die Anforderungselemente technischer Neuerungen und die Reaktionen der Arbeiter (= Forschungsberichte des Landes Nordrhein-Westfalen. 776, ISSN 0367-2492). Als Manuskript gedruckt. Westdeutscher Verlag, Köln u. a. 1960.
- Arbeits- und Berufssoziologie (= Sammlung Göschen. 6004). de Gruyter, Berlin u. a. 1973, ISBN 3-11-003892-7.
- mit Norbert Bettinger, Roland Pardey und Hans-Alexander Graf von Schwerin: Sozialforschung aus gesellschaftlicher Verantwortung. Entstehungs- und Leistungsgeschichte der Sozialforschungsstelle Dortmund. Westdeutscher Verlag, Opladen 1983, ISBN 3-531-11645-2.